# 彩虹宝宝
是一部由韩国，中华人民共和国，加拿大联合推出的电视动画片。

## 登场角色
- 
- 
- 
- 
- 
- 
- 
- 
- 
- 
- 
- 
- 
- 

## 外部連結
- 央视网上《彩虹宝宝 （页面存档备份，存于）》的资料（簡體中文）
- 《彩虹宝宝》的中国大陆版官方网站（簡體中文）
- 東森電視官方網站上《Rainbow Ruby （页面存档备份，存于）》的資料（繁體中文）
- DHX Media官方网站上《彩虹宝宝 （页面存档备份，存于）》的资料（加拿大英語）
- 38°C Animation Studio官方网站上《彩虹宝宝 （页面存档备份，存于）》的资料（韓語）
- 互联网电影数据库（IMDb）上《彩虹宝宝》的资料（英文）